# العلويون (قبيلة)
العلويون هم الذين ينتسبون إلى الخليفة الراشدي الرابع علي بن أبي طالب، وهو الإمام الأول حسب المذهب الجعفري وقد أعقبه من أبنائه الحسن والحسين والعباس ومحمد بن الحنفية.
كان علي ابن عم وصهر النبي محمد، ويمثل الحسنيون والحسينيون الفروع الأساسية للعلويون، وهم أكبر أبناء علي من زوجته فاطمة الزهراء ابنة النبي محمد. وباعتبارهم من أسباط النبيّ، فإنهم يحظون باحترام ومحبة جميع المسلمين.
قاد العلويون حركات مختلفة في الإسلام، وأشهرهم الخط المكون من اثني عشر علوياً هم الأئمة في المذهب الجعفري الاثني عشرية.
في المصادر التاريخية كان دائماً ما يوصف العلويون أو العلويين لمن يكون لهم نسب من علي بن أبي طالب، و في فترة العشرينيات من القرن العشرين وفي أثناء الانتداب الفرنسي على سوريا ولبنان ارادت فرنسا انشاء دولة خاصة بهم نظراً للإضطهاد والظلم الذي تعرضوا له خلال تاريخهم الممتد منذ 1400 عام لكن رفضوا الدولة الخاصة بهم وأرادوا العيش ضمن دولة جامعة تجمع السوريين بكل اطيافهم

## أبناء علي
بالإضافة إلى سبعة عشر ابنة، تفيد مصادر مختلفة أن علي كان لديه أحد عشر أو أربعة عشر، أو ثمانية عشر ابناً. كان زواجه الأول من فاطمة ابنة النبي الإسلامي محمد ، التي أنجبت لعلي ثلاثة أبناء، وهم حسن وحسين ومحسن ، على الرغم من عدم ذكر الأخير في بعض المصادر. بسبب أنه توفي محسن في سن الرضاعة حسب الروايات السنيَّة أو أُجهض بعد إصابة فاطمة أثناء مداهمة منزلها للقبض على علي حسب الروايات الشيعيَّة يُعرف الحسن والحسين بأنهما الإمامان الثاني والثالث في الإسلام الشيعي ، ويُعرف نسلهما بالحسنيين والحسينيين على التوالي. يحظون باحترام جميع المسلمين باعتبارهم من ذرية النبي محمد ويتم تكريمهم بألقاب النبالة مثل الشريف والسيد كما أنجب علي وفاطمة ابنتان هما زينب وأم كلثوم بعد وفاة فاطمة عام 632، تزوج علي مرة أخرى وأنجب المزيد من الأطفال ولذلك استمر ذرية الخليفة علي بن أبي طالب وامتد ليشمل أبناؤه محمد بن الحنفية ، والعباس بن علي ، وعمر الأطراف، وقد تم تكريم أحفادهم بلقب العلوي. وعلى التوالي، ولدوا لخولة بنت جعفر الحنفية، وأم البنين، وأم حبيب بنت ربيعة (الصحبة).

## العلويون في التاريخ

### العصر الأموي (661–750)

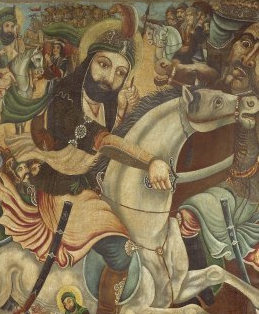
لوحة للعباس بن علي، حامل لواء الحسين بن علي (حفيد النبي) في معركة كربلاء.

استولى معاوية على الحكم بعد اغتيال الخليفة علي بن أبي طالب عام 661 وأسس الخلافة الأموية بعد تنازل الحسن بن علي عن الخلافة فيما يُعرف بصلح الجماعة أو عام الجماعة. وبعد ذلك تعرض خلالها العلويون وأنصارهم لاضطهاد شديد. بعد وفاة الخليفة علي، اعترف أتباعه وشيعته فيما بعد بإمامهم الحسن بن علي. بعد وفاته مسموماً عام 670، لجأوا إلى أخيه الحسين، لكنه ذبح هو وقافلته الصغيرة على يد الأمويين في معركة كربلاء عام 680. سرعان ما تبعت انتفاضة المختار الثقفي عام 685 نيابة عن محمد بن الحنفية. تلا ذلك العديد من الثورات الشيعية، والتي لم يقودها العلويون فحسب، بل قادها أيضاً أقرباء النبي محمد الآخرون.
وكانت الحركات الرئيسية في هذه الفترة هي الكيسانيين المنقرضين الآن والإماميين. سُميت على اسم قائد المختار، عارض الكيسانيون الأمويين بشدة وكانوا تحت قيادة العديد من أقارب محمد. وأكثرهم يتبعون أبا هاشم بن محمد بن الحنفية. عندما توفي أبو هاشم في الحميمة حوالي عام 716، تبعت هذه المجموعة بأمر منه إلى قريبه وابن عمه محمد بن علي بن عبد الله حفيد عم النبي محمد العباس بن عبد المطلب. وبذلك انضمت الحركة الكيسانية إلى العباسيين، أي أحفاد العباس بن عبد المطلب. من ناحية أخرى، كان الإماميون يقودهم أحفاد الحسين الهادئين من خلال ابنه الوحيد الباقي علي زين العابدين إمامهم الرابع. كان ابنه زيد بن علي استثناءً لأنه قاد انتفاضة فاشلة ضد الأمويين حوالي عام 740. واصل أتباع زيد تشكيل الزيديين، الذين كانوا يوالون أي حسني أو حسيني وفق مفاهيمهم حتى يكون مؤهلاً ليكون إماماً.

### العصر العباسي (750–1258)
للإطاحة بالأمويين، حشد العباسيون دعم الشيعة باسم أهل البيت ، أي آل النبي محمد. لكن معظم الشيعة أصيبوا بخيبة أمل عندما تولى السفاح العباسي حيث أعلن نفسه خليفة، فهم كانوا يأملون في وجود زعيم علوي بدلاً من ذلك. وسرعان ما انقلب العباسيون على حلفائهم السابقين واضطهدوا العلويون ومؤيديهم الشيعة. ردًا على ذلك، اقتصر الشيعة مذهبياً قيادتهم على العلويين، الذين ثار الكثير منهم ضد العباسيين، بما في ذلك الإخوة الحسنيون محمد النفس الزكية وأخيه إبراهيم. بدلاً من ذلك، لجأ بعض العلويين إلى المناطق النائية وأسسوا سلالات إقليمية في الشواطئ الجنوبية لبحر قزوين واليمن والمغرب العربي الغربي. على سبيل المثال، تم قمع ثورة الحسين بن علي الفخي عام 786 لكن أخوه إدريس استطاع الهرب وأسس السلالة العلوية الأولى في المغرب. وبالمثل، ظهر عدد من القواعد الزيدية في شمال بلاد فارس وفي اليمن، والتي بقيت الأخيرة حتى يومنا هذا.
ومن المحتمل أيضاً أن بعض أئمة الإمامية الهادئين قُتلوا على يد العباسيين. مثلا إمامهم السابع موسى الكاظم قضى سنوات في السجون العباسية ومات هناك، ربما مسموماً بأمر من الخليفة هارون الرشيد والذي قتل أيضاً "المئات من العلويون". الخليفة المأمونحاولاً لاحقاً المصالحة بتعيين علي الرضا في عام 816 وريثًا له وأنه سيخلفه من بعده، الإمام الثامن للإماميين. لكن العباسيين الآخرين ثاروا في المعارضة في العراق، مما أجبر المأمون على التراجع عن سياساته وتوفي علي الرضا في ذلك الوقت تقريباً، ومن المحتمل أن يكون مسمومًا. أما الإمامين العاشر والحادي عشر للإمامية علي الهادي والحسن العسكري تم احتجازهم في العاصمة سامراء تحت مراقبة مشددة. تفيد معظم المصادر الإمامية أن العباسيين سمموهما كلاهما. كما يعتقد أتباعهم أن ميلاد إمامهم الثاني عشر محمد بن الحسن المهدي كان مخفياً خوفًا من الاضطهاد العباسي وأنه بقي في الغيب بمشيئة إلهية منذ عام 874 حتى ظهوره في آخر الزمان للقضاء على الظلم والشر. وأصبحوا يعرفون باسم الإثني عشرية.
في هذه الأثناء، حدث الانقسام التاريخي الوحيد بين الإماميين بعد وفاة إمامهم السادس، الهادئ جعفر الصادق الذي لعب دورًا رئيسيًا في صياغة المذاهب الإمامية عام 765. ادعى البعض أن خليفته المعين هو ابنه إسماعيل، الذي سبق الصادق. انفصل هؤلاء الأتباع بشكل دائم وشكلوا فيما بعد الإسماعيليين. منهم من أنكر وفاة إسماعيل، ولكن أكثرهم قبلوا بإمامة ابنه محمد بن إسماعيل وقد أنكر غالبية أتباعه وفاته حوالي عام 795، وانتظروا عودته بصفته المهدي، بينما تتبعت أقلية الإمامة في نسله. عارض الإسماعيليون بنشاط العباسيين وتوجت جهودهم بتأسيس الخلافة الفاطمية ( 909-1171) في شمال أفريقيا على الرغم من أن البعض شكك في نسب الخلفاء الفاطميين الإسماعيليين.
اندلعت ثورة الزنج الفاشل ضد العباسيين في العراق والبحرين في منتصف القرن التاسع على يد علي بن محمد صاحب الزنج، الذي ادعى النسب من العباس بن علي.

### السلالات العلوية
ادعت عدة سلالات أنها تنحدر من علي، غالباً من خلال ابنه الحسن. تشمل السلالات الحسنية الإدريسيين والشرفاء في المغرب العربي في شمال أفريقيا، والحموديين في الأندلس، الواقعة في إسبانيا الحديثة. بينما ادعت الدولة الفاطمية النسب الحسيني.